# Grand Roc Noir
Il Grand Roc Noir (3.582 m s.l.m.) è una montagna delle Alpi della Vanoise e del Grand Arc nelle Alpi Graie. Si trova nel dipartimento francese della Savoia.

## Toponimo
Grand Roc Noir in lingua francese significa grande roccia nera.

## Caratteristiche

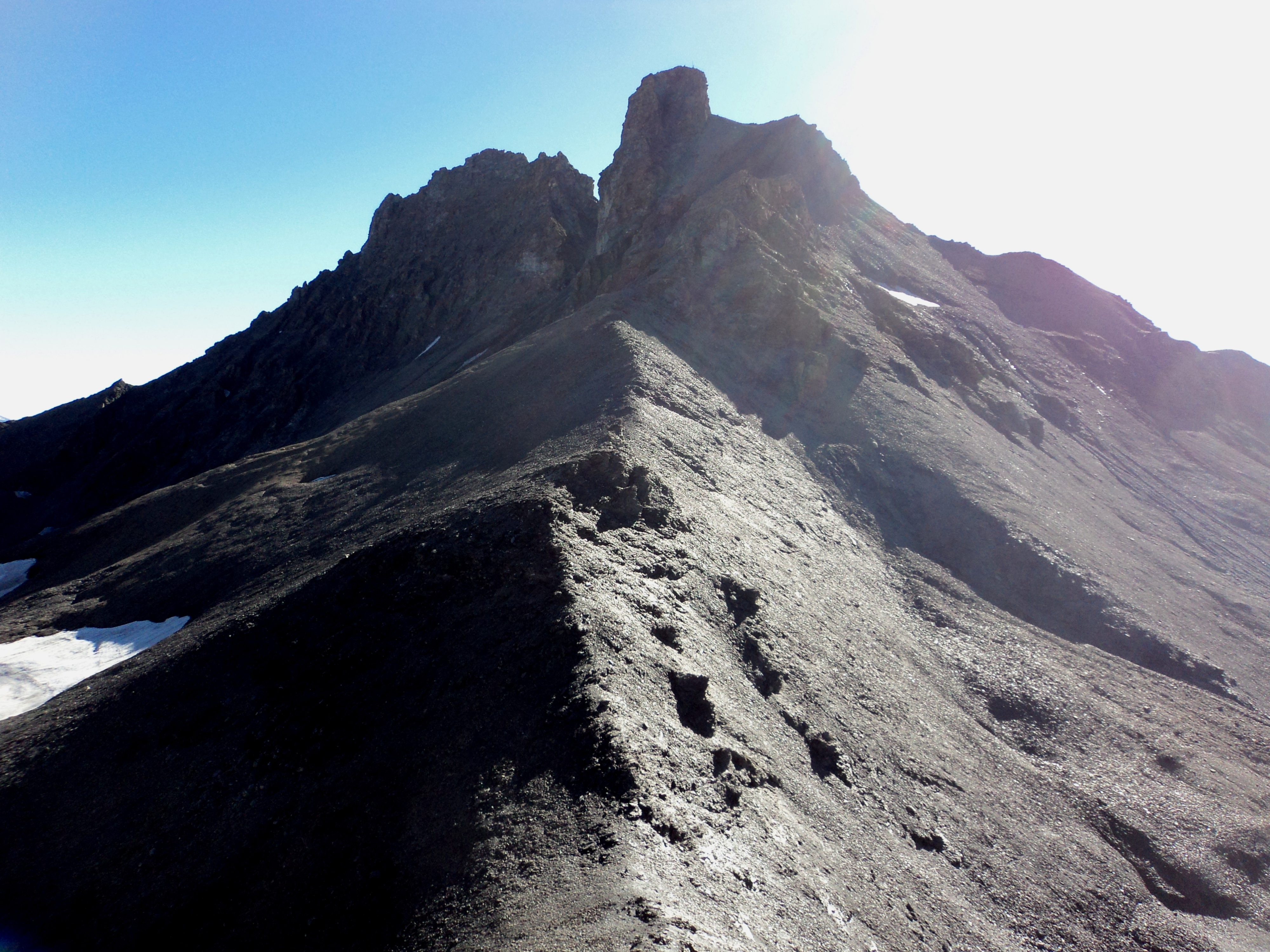
La cresta ovest della montagna sormontata dal torrione terminale.

È la montagna più alta del supergruppo Massiccio dell'Iseran. Si presenta con un torrione sommitale molto visibile dai vari fianchi del monte stesso.
Il Glacier du Vallonet si sviluppa a nord del monte contornato dal Pic du Vallonnet, le Grand Roc Noir, les Pointes de la Frêche ed infine la Pointe des Broés.

## Salita alla vetta
Si può salire sulla vetta partendo dal Refuge de Vallombrun (2.272 m).